# Vira Homem
"Vira Homem" é uma canção da cantora e compositora brasileira Marília Mendonça, lançada como single em 1 de maio de 2020 pela gravadora Som Livre.

## Antecedentes
Entre 2019 e 2020, Marília Mendonça enfrentou uma série de problemas na continuidade do projeto Todos os Cantos, que tinha a proposta de passar por todas as capitais do Brasil. A gravação de "Graveto" em Belo Horizonte teve atos violentos e assassinato; a gravação ao vivo de "Tentativas" em Vitória não ocorreu por falta de aprovação da Polícia Militar. Ainda, nasceu o primeiro e único filho de Marília, Léo, o que a fez voltar com as turnês apenas em março de 2020.
Logo que a cantora voltou aos palcos, se desenvolveu a pandemia de COVID-19 no Brasil. Marília então recolheu-se em sua casa, em Goiânia, onde promoveu lives pela internet. Neste contexto, a cantora trabalhou nos trabalhos posteriores, incluindo "Vira Homem".

## Composição
Assim como todas as canções do projeto intinerante Todos os Cantos, "Vira Homem" não é uma música autoral. Seus compositores são Filipe Escandurras e Dito Martins. A canção, segundo Marília, é sobre "responsabilidade afetiva com a pessoa que se encontra, caso haja dúvida".

## Gravação
"Vira Homem" foi gravada em estúdio em Goiânia, cidade onde Marília tinha gravado "Bem Pior Que Eu" ao vivo. Desta vez, os músicos gravaram imagens de suas casas utilizando celulares. A ação era para incentivar o isolamento social. Na capa, ao invés das tradicionais bandeiras de estados no canto inferior direito, estava "em casa". Não foi divulgada para qual cidade a gravação de "Vira Homem" era destinada antes.

## Lançamento e recepção
"Vira Homem" foi lançada como single em 1 de maio de 2020 simultaneamente com sua versão em videoclipe e se tornou, oficialmente, o último lançamento relacionado ao projeto Todos os Cantos, que não chegou a ser completado pela morte de Marília em novembro de 2021. A música foi um sucesso comercial. O videoclipe alcançou 8 milhões de visualizações em cerca de uma semana, e em dezembro de 2021 tinha 103 milhões.